# Comin' Thro the Rye
Comin' Thro the Rye er en britisk stumfilm fra 1923 af Cecil Hepworth.

## Medvirkende
- Alma Taylor som Helen Adair
- Shayle Gardner som Paul Vasher
- Eileen Dennes som Sylvia Fleming
- Ralph Forbes som George Tempest
- James Carew som Adair
- Francis Lister som Dick Fellowes